# Har Basemat
Har Basemat (hebreiska: הר בשמת) är ett berg i Israel.   Det ligger i distriktet Södra distriktet, i den södra delen av landet. Toppen på Har Basemat är 861 meter över havet, eller 116 meter över den omgivande terrängen. Bredden vid basen är 4,0 km.
Terrängen runt Har Basemat är kuperad åt nordost, men åt sydväst är den platt. Runt Har Basemat är det ganska glesbefolkat, med 42 invånare per kvadratkilometer. Det finns inga samhällen i närheten. Trakten runt Har Basemat är ofruktbar med lite eller ingen växtlighet.